# Martavis Bryant
Martavis Bryant (nascido em 20 de dezembro de 1991) é um jogador de futebol americano na National Football League (NFL). Ele jogou futebol americano universitário na Universidade Clemson, ele foi selecionado pelo Pittsburgh Steelers na quarta rodada do Draft de 2014 da NFL. Atuou também pelo Oakland Raiders.

## Carreira na escola secundária
No ensino médio, Bryant foi um jogador de futebol americano de destaque em duas escolas. Ele freqüentou a Calhoun Falls High School, na Carolina do Sul, e depois foi transferido para T. L. Hanna High School, também na Carolina do Sul. Ele teve 44 recepções para 776 jardas e seis touchdowns no terceiro ano. Ele foi nomeado para o Primeiro Time do All-State em seu último ano depois de ter 70 recepções para 722 jardas e 11 touchdowns.
Considerado um recruta de quatro estrelas pela Rivals.com, ele foi classificado como o 10º melhor wide receiver do país. Após o ensino médio, ele passou um ano na Hargrave Military Academy em Chatham, Virginia, a fim de aprovar os padrões iniciais de elegibilidade da NCAA.
Bryant também teve destaque no atletismo, ele terminou em segundo lugar nos 100 metros no Campeonato Regional Classe 1 AAAA, com um tempo de 10,85 segundos. Ele também venceu os 200 metros no Region 1-4A Meet de 2010, registrando um tempo de 21,46 segundos.

## Carreira na Faculdade

### Temporada de Calouro
Bryant começou a frequentar a Universidade de Clemson em 2011. Ao entrar em Clemson, ele teve que competir com os futuros jogadores da NFL, Sammy Watkins, DeAndre Hopkins e Jaron Brown. Sua primeira recepção foi de 54 jardas contra Troy em 3 de setembro. Na semana seguinte, ele teve seu primeiro touchdown em uma recepção de 42 jardas quando jogou contra Wofford. Seu primeiro jogo como titular foi contra Virginia Tech em 1 de outubro de 2011. Ele também jogou em seu primeiro jogo de bowl, contra West Virginia no Orange Bowl. Nesse jogo, ele recebeu 2 passes para 20 jardas. 
Ele completou sua primeira temporada com 2 partidas como titular em 14 jogos. Ele terminou 2011 com 9 recepções, 220 jardas e 2 touchdowns.

### Segunda temporada
Após sua primeira temporada, a produção de Bryant aumentou. Contra Ball State, ele teve um touchdown de 22 jardas, 17 jardas de recepção e três retornos de kickoff para 69 jardas. Ele terminaria este jogo liderando os Tigers com 108 jardas.
Na temporada, ele iria mostrar pouca melhora, tendo 10 recepções, 305 jardas e 4 touchdowns. Ele lideraria toda a divisão FBS com 30,5 jardas por uma recepção.

### Terceira Temporada
Sua terceira temporada marcou o melhor ano em sua carreira universitária. Em um jogo contra Geórgia, ele ganhou o jogo recuperando um onside kick. Contra North Carolina State, ele teve 6 recepções para 73 jardas. Em 14 de novembro, contra Georgia Tech, ele teve 176 jardas em 5 recepções para 1 touchdown. Em seu segundo Orange Bowl contra Ohio State, ele teve três recepções, 28 jardas e dois touchdowns.
Ele terminou 2013 com 42 recepções, 828 jardas e 7 touchdown, terminando sua carreira universitária com 61 recepções, 1.354 jardas e 13 touchdowns.
Bryant anunciou em 5 de janeiro de 2014 que ele iria renunciar a sua última temporada para entrar no Draft de 2014.

## Carreira Profissional
Saindo de Clemson, Bryant foi projetado para ser uma escolha de segunda a quarta rodada pela maioria dos analistas e olheiros da NFL.
Bryant recebeu um convite para o Combine e completou todas os testes para os representantes da equipe e olheiros. Em 6 de março de 2014, ele participou do Pro Day de Clemson e optou por realizar apenas exercícios posicionais.
Ele foi classificado como o 14º melhor prospecto de wide receiver disponível no draft pela NFLDraftScout.com e foi classificado como o 13º melhor wide receiver pelo analista da NFL, Mike Mayock.
| Altura                          | Peso  | Comprimento do braço | Tamanho da mão | Corrida de 40 jardas | Corrida de 10 jardas | Corrida de 20 jardas | 20-ss  | 3-cone | Salto Vertical | Amplo  | BP            |
| ------------------------------- | ----- | -------------------- | -------------- | -------------------- | -------------------- | -------------------- | ------ | ------ | -------------- | ------ | ------------- |
| 1.92 m                          | 96 kg | 0.83 m               | 0.24 m         | 4.42 s               | 1.57 s               | 2.57 s               | 4.15 s | 7.18 s | 0.99 m         | 3.15 m | 16 repetições |
| Todos os valores da NFL Combine |       |                      |                |                      |                      |                      |        |        |                |        |               |

### Pittsburgh Steelers
O Pittsburgh Steelers selecionou Bryant na quarta rodada (118º escolha geral) no Draft da NFL de 2014. Ele foi o 19º wide receiver selecionado. Em 9 de junho de 2014, ele assinou um contrato de quatro anos no valor de $ 2.659 milhões, com $ 439.220 garantidos e um bônus de assinatura de $ 439.220.

#### Temporada de 2014
Bryant passou as primeiras seis semanas da temporada inativo devido a ter sofrido uma entorse leve de A/C no último jogo de pré-temporada. O treinador Mike Tomlin disse a Bryant que queria vê-lo treinar com a equipe antes de ativá-lo para um jogo. Bryant jogou finalmente na semana 7 contra o Houston Texans. Sua primeira recepção na carreira foi um touchdown de 35 jardas e ele terminou o jogo com duas recepções para 40 jardas. Em 26 de outubro de 2014, ele teve cinco recepções com 83 jardas e dois touchdowns na vitória por 51-34 sobre o Indianapolis Colts. 
Em 2 de novembro de 2014, Bryant foi pela primeira titular na carreira contra o Baltimore Ravens e terminou o jogo com três recepções, 44 jardas e duas recepções para touchdown. Durante a semana 10 contra New York Jets, ele teve quatro recepções para 143 jardas e um touchdown de 80 jardas. Isso marcou seu sexto touchdown nos primeiros quatro jogos, se tornando o número recorde de recepções de touchdown que um jogador recebeu nos primeiros quatro jogos na carreira.
Em 28 de dezembro de 2014, ele teve um touchdown de 21 jardas na vitória por 27-17 sobre o Cincinnati Bengals. Ele jogou em seu primeiro jogo de pós-temporada na carreira em 3 de janeiro de 2015, contra o Baltimore Ravens. Em uma derrota por 17-30, ele teve cinco recepções, 61 jardas e um touchdown.
Em sua temporada de estreia, ele teve um total de 26 recepções, 549 jardas e oito touchdown em dez jogos e três partidas como titular. As 21,1 jardas por recepção de Bryant ficaram em primeiro lugar entre os wide receiver da NFL em 2014.

#### Temporada de 2015

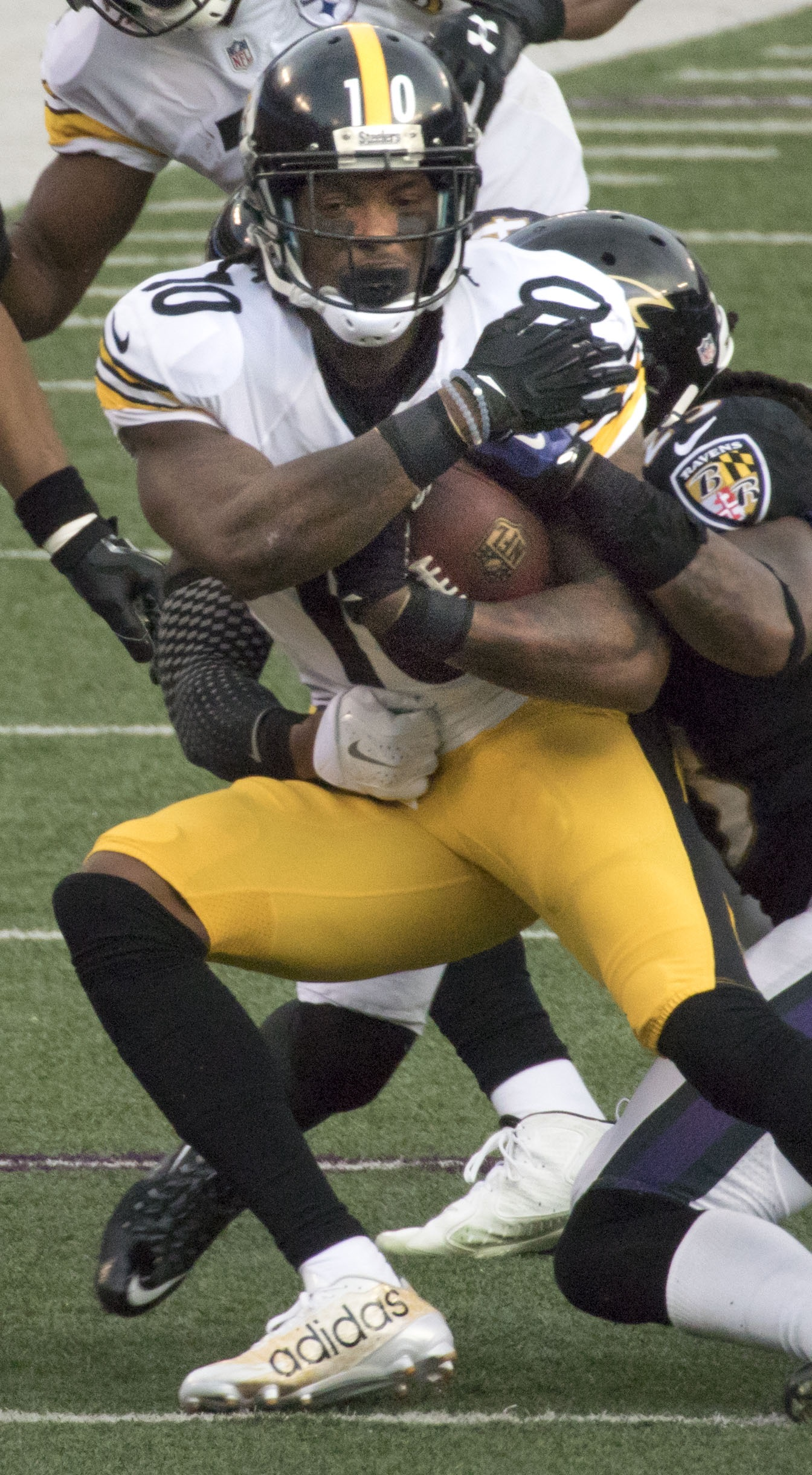
Bryant jogando contra o Baltimore Ravens em 2015.

Em 27 de agosto de 2015, Bryant foi suspenso nos primeiros quatro jogos devido a violar a política de abuso de substâncias da liga. Durante sua suspensão, ele passou um tempo em um centro de reabilitação em Houston, Texas e trabalhou com o técnico da NBA, John Lucas. 
Embora ele estivesse disponível para retornar na Semana 5, ele perdeu o jogo devido a uma lesão no joelho. Ele fez sua estreia em 2015 em 18 de outubro de 2015, em uma vitória por 25-13 sobre o Arizona Cardinals, ele pegou seis passes para 137 jardas e dois touchdowns, incluindo um touchdown de 88 jardas. Seu primeiro jogo como titular da temporada foi em 25 de outubro de 2015 contra o Kansas City Chiefs, em seu segundo jogo ele pegou três recepções para 45 jardas e um touchdown. Durante a Semana 10 contra o Cleveland Browns, Bryant teve 178 jardas em seis recepções, ele também marcou um touchdown de 64 jardas. Em 13 de dezembro de 2015, ele teve sete recepções para 49 jardas em uma vitória por 33-20 sobre os Bengals. Na semana 15, ele teve dez recepções para 87 jardas em uma vitória por 34-27 sobre o Denver Broncos, tornando-se a primeira vez que ele teve nove recepções na carreira.
Em 9 de janeiro de 2016, em um jogo de playoff do Wild Card Round, Roethlisberger lançou um passe no canto da endzone destinado a Bryant. Durante o processo de recepção, Bryant deu um giro frontal e manteve o controle da bola enquanto seguravam a parte de trás de sua perna durante o movimento. O vice-presidente de arbitragem da NFL considerou que isso não deveria ter sido considerado uma recepção. Este touchdown deu aos Steelers uma vantagem de 15-0 no caminho para vencer o jogo por um placar de 18-16. No Divisional Round contra o Denver Broncos, ele teve nove recepções para 154 jardas e 40 jardas correndo na derrota por 23-16.

#### Temporada de 2016
Em 14 de março de 2016, a NFL anunciou que suspendeu Bryant por toda a temporada de 2016 por violar a política de abuso de substâncias da liga.

#### Temporada de 2017
Em 25 de abril de 2017, Bryant foi reintegrado pela NFL. Ele entrou na temporada regular como o wide receiver titular ao lado de Antonio Brown. Na vitória dos Steelers na abertura da temporada contra o Cleveland Browns, Bryant teve duas recepções para 14 jardas. Na semana seguinte, ele pegou três passes para 91 jardas e seu primeiro touchdown da temporada em um passe de 27 jardas de Ben Roethlisberger, os Steelers derrotaram o Minnesota Vikings por 26-9. 
No entanto, após o jogo da semana 7 contra Cincinnati Bengals, Bryant desabafou a sua frustração sobre a falta de um papel nas jogadas ofensiva nas redes sociais e, em seguida, não foi as reuniões obrigatórias da equipe na segunda-feira seguinte. Bryant então disse publicamente à ESPN que gostaria de ser negociado; no entanto, o técnico Mike Tomlin disse que a equipe não tinha planos de negociar Bryant. Em 25 de outubro de 2017, antes do jogo daquela semana contra o Detroit Lions, os Steelers botaram Bryant no banco e o substituíram por JuJu Smith-Schuster. A partir de 1º de novembro de 2017, Martavis foi promovido de volta à titularidade no jogo seguinte contra Indianapolis Colts.
Ele terminou a temporada de 2017, com 50 recepções para 603 jardas e três touchdowns. Os Steelers foram para os playoffs e enfrentaram o Jacksonville Jaguars na Rodada Divisional. Na derrota por 45-42, ele teve duas recepções para 78 jardas e um touchdown.

### Oakland Raiders
Em 26 de abril de 2018, os Steelers negociaram Bryant com o Oakland Raiders pela terceira rodada (79ª escolha geral) no Draft da NFL de 2018.
Em 1º de setembro de 2018, Bryant foi dispensado pelos Raiders. Apesar de enfrentar uma possível suspensão de um ano pela NFL por violação da política antidrogas da liga durante o período de férias, os Raiders voltaram a contrata-lo em um acordo de um ano, dez dias depois.

## Vida pessoal
Clemson começou a recrutar Bryant quando ele era um calouro no ensino médio. Ele se comprometeu verbalmente com eles durante seu segundo ano do ensino médio.
Ele tem muitas tatuagens, incluindo o logotipo do escudo da NFL em seu abdômen para lembrá-lo que ele foi selecionado na quarta rodada e manter-se motivado.